# Святополк-Михайлівський провулок
Святополк-Михайлівський провулок — зниклий провулок Києва, що існував у Старому Києві. Пролягав від Михайлівської площі до верхньої станції фунікулеру.
Сформований як провулок без назви у 60-х роках ХІХ ст. Вперше підписаний на карті 1886 року як провулок Михайлівського монастиря, на картах 1894 та 1900 років — як Михайлівський провулок.
Офіційно згаданий під назвою Святополк-Михайлівський провулок вперше 1902 року. Однак на картах 1911 та 1914 років фігурує як Монастирський провулок (у довідниках «Весь Киев» на 1912 та 1914 роки це не відображено, провулок носить назву Святополк-Михайлівського).
1905 року провулком до верхньої станції фунікулеру було прокладено трамвайну лінію, демонтовану у середині 1930-х років.
Зник під час реконструкції Михайлівської площі та будівництвом майбутнього Урядового центру (здійснено частково) у середині 1930-х років.
Нині на місці колишнього провулку йде пішохідна дорога, що сполучає Михайлівську площу та верхню станцію фунікулеру.